# Luculia gratissima
Luculia gratissima är en måreväxtart som först beskrevs av Nathaniel Wallich, och fick sitt nu gällande namn av Robert Sweet. Luculia gratissima ingår i släktet Luculia och familjen måreväxter. Inga underarter finns listade i Catalogue of Life.